# كأس تونس للكرة الطائرة للرجال 1980–81
كأس تونس للكرة الطائرة للرجال 1980-1981 هو الموسم رقم 25 من كأس تونس للكرة الطائرة للرجال.

فاز بهذا الموسم النادي الرياضي الصفاقسي.

## روابط خارجية
- الموقع الرسمي للجامعة التونسية للكرة الطائرة.